# شان داناون
شان داناون (به انگلیسی: Shaun Donovan) یک سیاست‌مدار اهل ایالات متحده آمریکا است که در کابینه باراک اوباما، اداره کنندهٔ اداره مدیریت و بودجه بود. او پیشتر وزیر مسکن ایالات متحده آمریکا بود.
شان داناون دارای درجه کارشناسی ارشد از دانشگاه هاروارد است.
او پیشتر رئیس سازمان مسکن و شهرسازی در نیویورک بود.

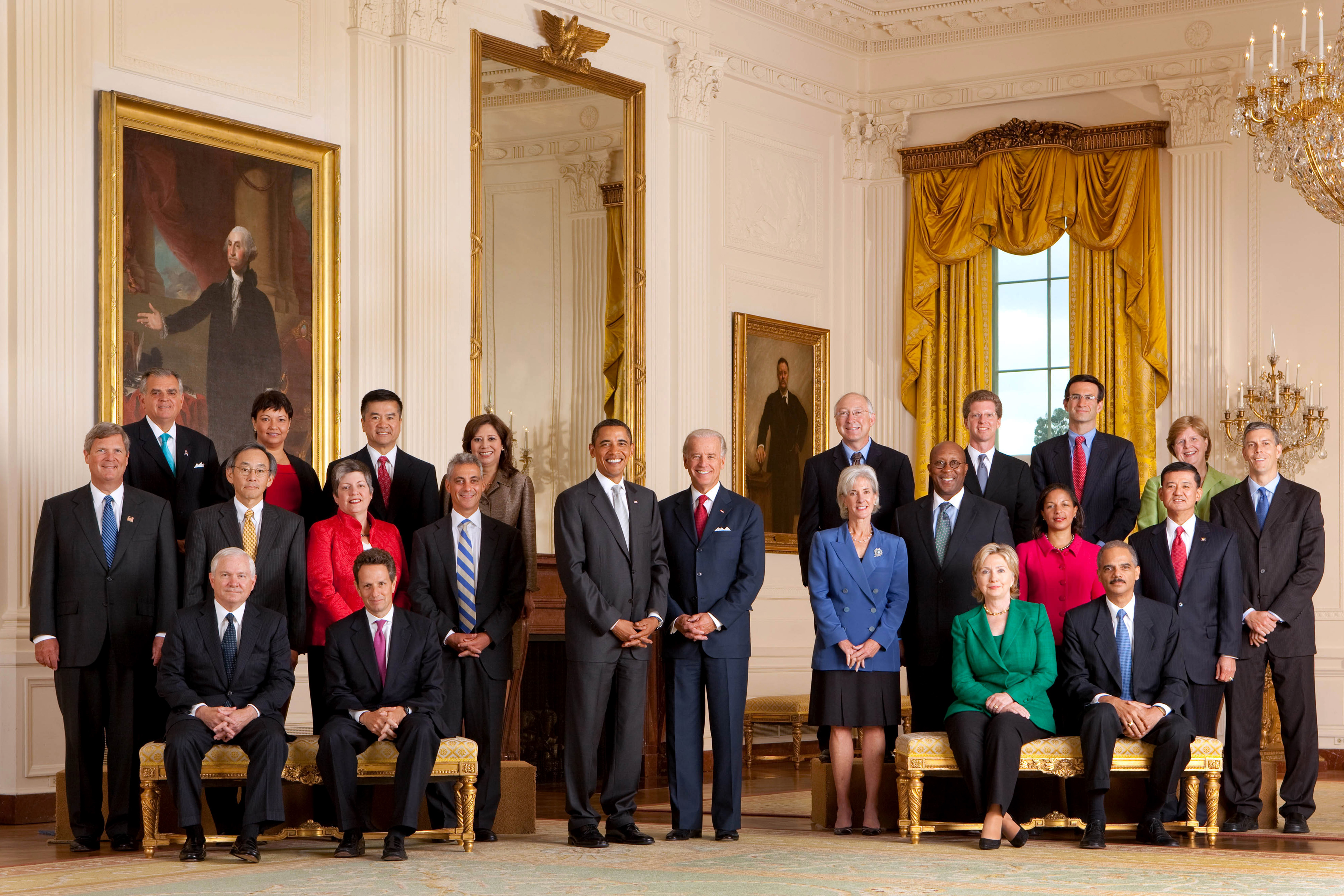
کابینه اول باراک اوباما، رئیس جمهوری آمریکا، در اتاق شرقی سال ۲۰۰۹ ردیف اول ایستاده از چپ به راست: ری لحود، لیسا جکسون، گری لاک، هیلدا سولیس، باراک اوباما، جو بایدن، کن سالازار، شان داناون، پیتر اورزاگ، کریستینا رومر، آرنی دانکن ردیف دوم ایستاده: تام ویلساک، استیون چو، جنت ناپالیتانو، رام امانوئل، کاتلین سیبیلیوس، ران کرک، سوزان رایس، اریک شینسکی ردیف سوم نشسته: رابرت گیتس، تیموتی گایتنر، هیلاری کلینتون، اریک هولدر

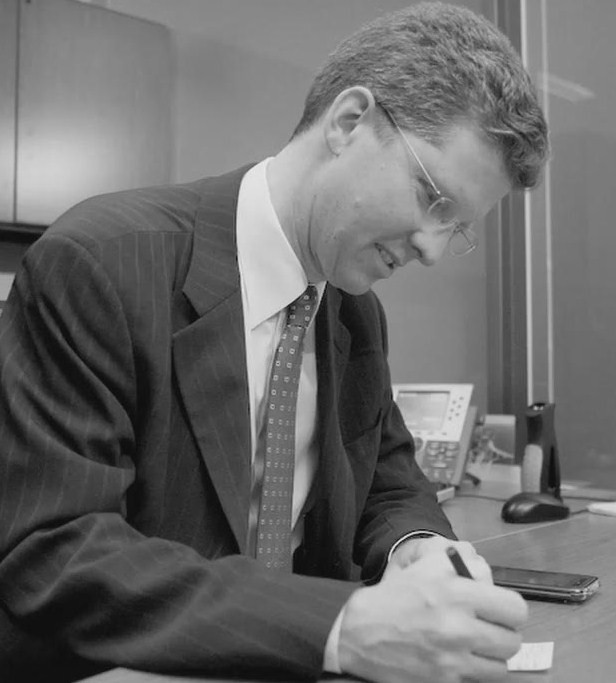